# Paecilaema reticulatum
Paecilaema reticulatum is een hooiwagen uit de familie Cosmetidae.